# Juan de la Cueva y Santiago
Juan de la Cueva y Santiago (Cuéllar, siglo XV - Bruselas, 1521) fue un noble y militar español, hijo natural de Beltrán de la Cueva, valido de Enrique IV de Castilla.

## Biografía
Nació en Cuéllar (Segovia) en el siglo XV, siendo hijo natural de Beltrán de la Cueva, valido de Enrique IV de Castilla, primer duque de Alburquerque y Gran Maestre de la Orden de Santiago, en doña Beatriz de Santiago, mujer del alcaide de Cuéllar, Sancho de Palencia. Su padre lo reconoce en su segundo testamento, otorgado en 1492, mandando que su hijo primogénito, Francisco Fernández de la Cueva dé a su hermano Juan doscientos mil maravedíes anuales.
Fue caballero profeso de la Orden de Santiago, comendador de Fradel en la Corona de Aragón, veinticuatro de Jerez de la Frontera, continuo de la Casa de la reina Juana I de Castilla y mayordomo de su hijo Carlos I de España.
Falleció en Bruselas (Flandes) en el año 1521 estando luchando al lado del emperador, contra los rebeldes de aquella ciudad.

## Matrimonio y descendencia
Había casado en Jerez de la Frontera: con Juana de Villavicencio, hija de Nuño Núñez de Villavicencio, Veinticuatro de Jerez de la Frontera, y fundador —junto a su mujer Juana de Villavicencio— del Hospital de la Misericordia de Jerez de la Frontera. Tuvieron siete hijos
- Beltrán de la Cueva y de Villavicencio, caballero y comendador de la Orden de Santiago.
- Nuño de la Cueva y de Villavicencio, primer señor de La Canaleja, caballero de Santiago y alcaide de Morón de la Frontera, entre otros empleos.
- Cristóbal de la Cueva y de Villavicencio, caballero y comendador de la Orden de Santiago, paje del emperador, gentilhombre de Boca de Felipe II de España, Veinticuatro y alférez mayor de Jerez de la Frontera,[1] cuyos descendientes obtuvieron el Marquesado de Santa Lucía de Conchán.
- María de la Cueva y de Villavicencio, casada con Francisco Ponce de León.
- Juana de la Cueva y de Villavicencio, casada con Pedro Camacho de Villavicencio Spinola, II señor de Barbaina.
- Sor Francisca, monja profesa en el convento de Santa Clara, en Jerez.
- Sor Beatriz, monja profesa en el convento de Santa Clara, en Jerez.